# Understanding
Understanding é um série televisiva do canal TLC que foi produzida entre 1994-2002 e conta com 42 episódios.

## Episódios
| - O Sexo - A Televisão | - O Vôo - A Eletricidade | - Genética - Magnetismo | - O Clima - O Gelo | - O Universo - Os Assassinos | - Os Asteróides - Os Vírus | - As Bactérias - A Evolução | - Raça |